# Maria Beasley
Maria E. Beasley, született Maria Hauser (Észak-Karolina, 1836 – Forsyth megye, 1913) amerikai vállalkozó és feltaláló.
Az észak-karolinai születésű Beasley kiskorától fogva erősen érdeklődött a gépészeti munka iránt, és nagyapjától megismerte a hordókészítést. 1878 és 1898 között tizenöt találmányt szabadalmaztatott az Egyesült Államokban: ezek között szerepelt egy lábmelegítő, egy továbbfejlesztett mentőtutaj és egy kisiklásgátló berendezés vonatokhoz; feltalálói sikere azonban a hordókészítő gépek és eljárások különlegességéból fakadt. Beasley szabadalmi engedélyt adott a Standard Oil Company-nak, kiállította munkáit a World's Industrial and Cotton Centennial Exposition és a World's Columbian Exposition kiállításokon, és két hordótervező és -gyártó céget alapított (amelyek közül az egyiket később 1,4 millió dollárért adták el).

## Ifjúkora
Maria Hauser 1836-ban született Észak-Karolinában, egy gazdag család gyermekeként. Szülei Anna Johanna Spach és Christian Hauser, akik közül Christian pedig molnár volt. Maria már fiatalon élénk érdeklődést mutatott a mechanika iránt, és idejét azzal töltötte, hogy megismerkedjen apja malomgépeivel és nagyapja szeszfőzdéjével. Tizenhárom évesen egy kis vitorlást épített, amely képes volt biztonságosan szállítani őt és kutyáját. Ezenkívül, több működő vízimalmot hozott létre egyedül, mások segítsége nélkül. Egyik nagyapja, Jacob Hauser, egy szeszfőzde tulajdonosa volt Kentuckyban, és amikor Maria meglátogatta őt és a vállalkozását, megismerte a bodnár szakmát.
Maria összeházasodott egy John Q. Beasley nevű észak-karolinai orvossal. Két fiuk született: C. Oscar és Walter. 1861 körül, a polgárháború kezdetekor John Q. rosszul lett. Maria Beasley a családot nagyapja Kentucky-i otthonába költöztette, amit később ráhagyott. Legalább tíz évig éltek ott. Beasley ezután úgy döntött, jobb oktatási lehetőségek lesznek fiaik számára északabbra, ezért eladta a Kentucky-i földterületet, és újra elköltöztek családjával, ezúttal a pennsylvániai Philadelphiába.

## Munkássága

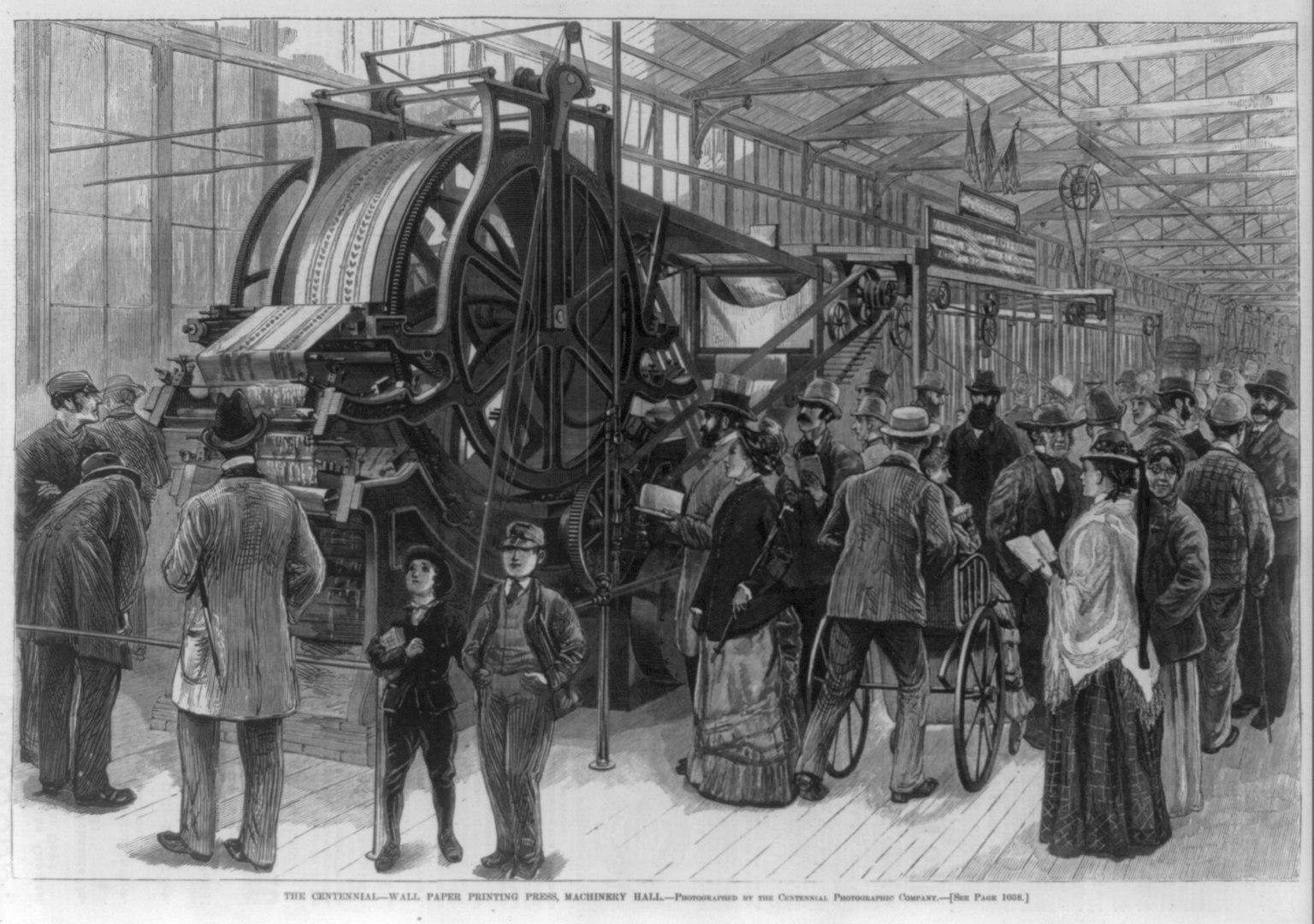
A Centennial Exposition gépcsarnokában 1876-ban egy tapétanyomógépet állítottak ki (ahol Beasley gyakori látogató volt)

Philadelphiában Beasley varrónőként tüntette fel szakmáját a városi címjegyzékekben, de 1876-ban, amikor Philadelphiában megnyílt a Centennial Exposition, Beasley gyakori látogatója lett a Machinery Hall kiállításainak. Az élmény arra motiválta, hogy saját találmányait tervezze meg. 1878-ban és 1879-ben szerezte meg első szabadalmait: egy továbbfejlesztett lábmelegítő berendezést és egy sütőserpenyőt.
1880-ban feltalált egy új gépet a hordók hatékonyabb gyártására. Különböző hordógyártó vállalkozásokat keresett fel országszerte, hogy felmérje a gyártási eljárásokat, és arra a következtetésre jutott, hogy a legnehezebb lépés a karikák elhelyezése a hordórúd körül.
1881-ben és 1882-ben szabadalmaztatott egy hordókarika-illesztő gépet, amelyet 1884-ben a World's Industrial and Cotton Centennial Exposition kiállításon mutatott be. Találmánya jelentősen befolyásolta az ipari hordógyártást (egy gép akár 1700 hordóra is képes volt karikát illeszteni egy nap alatt), és szabadalmát havi 175 dollárért engedélyezték a Standard Oil Company-nak csupán egyetlen gépre. Beasley az ebből adódó sikeréből merítve, legalább öt másik hordóval kapcsolatos gépet és ipari eljárást talált fel. Pénzügyi támogatók segítségével 1884-ben megalapította a Beasley Standard Barrel Manufacturing Company-t, amelynek többségi részvényese volt. Hét évvel később a céget az American Barrel and Stave Company vásárolta meg 1,4 millió dollárért (ami $42,222,963-nak felel meg 2021-ben).
1891-re, amikor már Chicagóban élt, Beasley hivatalosan is feltalálóként hirdette magát, és társalapítója és igazgatója lett a Wabash Avenue Subway Transportation Company-nak, amely egy új metrórendszer kiépítését tervezte Chicagóban. Egy évvel korábban az új Chicago Barrel (hordók és a hordóhoz kapcsolódó gépek gyártásával foglalkozó) cég társa lett, 500 000 dolláros induló tőkéjével. Beasley újításait 1893-ban a World's Columbian Exposition kiállításon mutatták be, és családja kitartóan támogatta munkáját: John Q. szabadalmi ügynök lett, hogy segítse a tervei értékesítésében, míg fiuk, Walter az ő gyárában irányította a műveleteket. B. Zarina Khan történész megjegyzi, hogy a fedezet törvényei ellenére (amelyek törvényes jogokat biztosítottak a férfiaknak feleségük keresetére és vagyonára vonatkozóan), John Q. kifejezetten aláírt minden olyan követelést, amelyet a felesége üzleti ügyleteivel kapcsolatban birtokolt, következésképpen biztosította, hogy ügyfelei és a partnerek nem élhettek vissza férjes női jogállásával, hogy felmondják megállapodásukat.
Az 1890-es évek közepén Beasley elkezdte tanulmányozni azt a problémát, hogyan lehet gyorsan romlandó árukat szállítani nagy távolságokra vonaton. Úgy vélte, hogy a válasz a vonatok sebességének villamosítással történő növelésén alapul, nem pedig hűtőkocsikra hagyatkozva az áruk hűtésében. Épített egy rövid kísérleti vasútvonalat a birtoka körül, és elkezdte kidolgozni azokat a módszereket, amelyek segítségével egy vonatot úgy lehetne átalakítani, hogy akár 100 mérföld/órás sebességet is elviseljen. 1895 márciusában James G. Hulse, Parker Crittenden és John W. Hill 200 millió dolláros tőkével megalapította az Inter Ocean Electric Railway társaságot (a legnagyobb nyugaton bejegyzett részvénnyel rendelkezett akkoriban), és a cég bejelentette egy emelt elektromos vasút megépítésének szándékát New York, Chicago és San Francisco között, Beasleyvel, mint az új és továbbfejlesztett vonatok elsődleges tervezője és motiváló ereje. Felsorolt hozzájárulásai között szerepelt egy aerodinamikusabb motor, egy "teleszkópos üveg" megtervezése, amely segíti a vonatmérnököket abban, hogy tovább láthassanak a vonalon, valamint egy olyan eszköz, amely hideg vizet és levegőt keringet a vonat tengelyei körül, így csökkentve a túlmelegedés kockázatát.
1898-ban szabadalmaztatott egy "Eszközt a vasúti kocsik kisiklásának megelőzésére." 
Beasley összesen tizenöt találmányt szabadalmaztatott az Egyesült Államokban, és ezek közül kettőre további brit szabadalmakat szerzett. További, nem hordóval kapcsolatos találmányai közé tartozik a továbbfejlesztett mentőtutaj két szabadalma (1880 és 1882), a cipők felső részének ragasztására szolgáló gép (1882), egy gőzfejlesztő (1886), és egy kenyérsütő gép is.

### Találmányok

#### Lábmelegítő
1878-ban Beasley szabadalmaztatta első újítását, a lábmelegítőt. A találmány egy vízkamrát használ, amelyet vagy közvetlen láng vagy egy lámpa hője melegít fel. Két csövet használnak a lámpa által keltett füst és a vízmelegítő kamrában keletkező gőz eltávolítására. A vízkamra közvetlenül a kárpitozott felület alatt található, amelyen a felhasználó a lábát pihenteti. A lámpa nyílt lángjának tűzveszélye miatt Beasley a lámpákat kis szerkezeti támasztékokra szerelte, amelyeket egy ajtón keresztül lehetett berakni a kamrába és onnan ki. A lámpák abban az esetben is vízszintesben tudnak maradni, ha a lábmelegítő felborul, így tovább csökken a tűz vagy robbanás esélye.

#### Hordókarika illesztő gép
Korábban minden hordót kézzel készítettek. 1880-ban, miután megfigyelte a hordókádakat kétségbeesetten kereső vállalkozások széles körben elterjedt hirdetését, megkérdezte fiát, Oscart, hogy létezik-e olyan gép, amely hordókat készítene, és nem lenne szükség kádárokra. Miután meghallotta, hogy nincs, elhatározta, hogy megoldást hoz létre, és elkezdett egy olyan hordókarika illesztő gép terveit kidolgozni, amely képes megbízhatóan és hatékonyan karikázni a fát hordók létrehozásához.
1881-ben Beasley elnyerte első szabadalmát egy hordókarikás gépre, majd a szabadalom második változatát (beleértve az Egyesült Királyságban benyújtottat is) 1882-ben gépét úgy tervezték, hogy egyidejűleg szorosan rögzítse a karikákat a hordó mindkét oldalára, két dugattyús fejjel, szilárdan rögzített "karikás lábujjakkal" a karikák vezetésére, valamint rugók, csavarok és karok kombinációjával. Frissített szabadalmának célja, hogy figyelembe vegye a hordórúd és a karika alakjának különbségeit és tökéletlenségeit; sugárirányban állítható karokat és pofákat használ, hogy szilárdan a helyükön tartsa az anyagokat. A végleges konstrukció napi 1600-1700 hordó karikázására volt képes, sokkal többre, mint amennyit egy hordós kádár képes önállóan elvégezni.
1912-re a Beasley hordókarikás szabadalma 20 000 dollár éves jogdíjat generált (equivalent to $561,586 2021-ben) – nagy része olaj- és cukorfinomítóktól származik, akiknél a találmány népszerűvé vált. Két hordókarikás gépén kívül Beasley legalább öt másik hordóval kapcsolatos újítást is szabadalmaztatott: egy hordókészítési eljárást (1886), két hordókészítő gépet (1884 és 1888), hordók felállítására szolgáló gép (1888), és eljárás karikák bevágására és vágására (1891).

#### Mentőtutaj
Beasley két szabadalmat kapott egy továbbfejlesztett mentőtutajra, az egyiket 1880-ban, a másikat 1882-ben. Beasley tutaja összecsukható fém úszót tartalmaz, amely rugalmasabb, és megkönnyíti a hajón való tárolást, beleértve a légmentesen záródó konténereket is a romlandó élelmiszerek védelmére.Frissített kialakításában a fém úszók felületének beállításával és állítható védőkorlát beépítésével a tutaj könnyebben megfordíthatóan használható).
Bár egyes internetes források azt állítják, hogy Beasley mentőtutajait 1912-ben a Titanicon használták, és így körülbelül 700 életet mentettek meg, David H. Cropley megkérdőjelezi ennek az állításnak a hitelességét. A Titanicra mentőcsónakokat szállított. Míg a hajó négy mentőcsónakja összecsukható vászonmintákat használt, úgy tűnik, hogy ezek nem Beasley tervein alapultak. ettől függetlenül az összecsukható mentőcsónakok kis száma nem lett volna elegendő több száz utas megmentéséhez.

#### Kisiklásgátló berendezés vonatokhoz
1898-ban Beasley szabadalmat kapott a "vasúti kocsik kisiklásának megelőzésére szolgáló eszközre". Mivel a vonatok nagyobb sebessége már elérhető volt elektromos áram felhasználásával, a vasúti síneken további biztosítékokra volt szükség a kisiklás lehetőségének csökkentése érdekében. Beasley kisiklásgátló eszköze egy védőkorlát és egy zárszerkezet kombinációja. A védőkorlát erős felső karimát (kiálló élt vagy peremet) használ, amely a vágánysín belső oldalán helyezkedik el, és amely a vonathoz csatlakoztatott rögzítőelemhez (mechanikus rögzítőhöz) kapcsolódik. Ha egy vonatkocsi kisiklana, a rögzítés és a karima megakadályozza, hogy a kocsi elhagyja a pályát, és helyreállítja a szabályos mozgást. A rögzítőelemnek mereven kell lennie, hogy elkerülje a feszítés és a rögzítések miatti kicsavarodás veszélyét.

## Fordítás
Ez a szócikk részben vagy egészben  a   Maria E. Beasley című angol Wikipédia-szócikk ezen változatának fordításán alapul.  Az eredeti cikk szerkesztőit annak laptörténete sorolja fel. Ez a jelzés csupán a megfogalmazás eredetét és a szerzői jogokat jelzi, nem szolgál a cikkben szereplő információk forrásmegjelöléseként.